# Scatola nera (singolo)
Scatola nera è un singolo dei rapper italiani Gemitaiz e MadMan, pubblicato il 20 settembre 2019 come secondo estratto dall'omonimo album.
Il singolo ha visto la partecipazione vocale di Giorgia.

## Descrizione
Il brano, scritto da Gemitaiz e MadMan con i produttori del brano Ombra e PK, vede la partecipazione vocale della cantautrice italiana Giorgia. Il titolo del brano riprende quello dell'album da cui è estratto, il cui significato è stato spiegato da Gemitaiz in un'intervista rilasciata a La Repubblica:
I due artisti hanno inoltre raccontato l'incontro con la cantante e la scelta di collaborare con lei in un'intervista a Fanpage.it:

## Accoglienza
Giuditta Avellina di GQ Italia afferma che il brano sia «un pezzo introspettivo» che sembra «essere alcova per l’inquetudine di MadMan più che per il consueto essere a mille di Gemitaiz», apprezzando la scelta di collaborare con Giorgia, la quale «amplifica questo invito a scendere nel profondo, a scandagliare il cuore che spesso la frenesia dei giorni cela, chè le paranoie accadono».

## Tracce
Testi e musiche di Davide De Luca, Pierfrancesco Botrugno, Filippo Gallo e Marco De Pascale.
1. Scatola nera (featuring Giorgia) – 3:21

## Classifiche
| Classifica (2019) | Posizione massima |
| ----------------- | ----------------- |
| Italia            | 13                |